# 조이 브라이언트
조이 브라이언트(Joy Bryant, 1974년 10월 18일 ~ )는 미국의 배우, 모델이다.

## 출연 작품

### 영화
- 앤트원 피셔 (2002)
- 스파이더맨 2 (2004)
- 스켈리톤 키 (2005)
- 겟 리치 오어 다이 트라인 (2005)
- 바비 (2006)

### 텔레비전
- ER (2003-04)
- 페어런트후드 (2010-15)
- 걸스 (2017)
- 볼러스 (2018)